# رایان دیکسون
رایان دیکسون (انگلیسی: Ryan Dickson؛ زادهٔ ۱۴ دسامبر ۱۹۸۶) بازیکن فوتبال اهل بریتانیا است.
از باشگاه‌هایی که در آن بازی کرده‌است می‌توان به باشگاه فوتبال کراولی تاون، باشگاه فوتبال یئوویل تاون، باشگاه فوتبال لیتون اورینت، باشگاه فوتبال کولچستر یونایتد، باشگاه فوتبال تورکی یونایتد، باشگاه فوتبال ساوت‌همپتون، باشگاه فوتبال برنتفورد، باشگاه فوتبال پلیموث آرگیل، و باشگاه فوتبال برادفورد سیتی اشاره کرد.